# Jak długo jeszcze
Jak długo jeszcze – czwarty singel Kamila Bednarka, wydany w 2017 promujący album Talizman. 22 grudnia 2017 roku został wykonany na żywo w RMF FM w ramach programu Poplista 
Plus Live Session.

## Lista utworów
- Digital download

1. „Jak długo jeszcze” – 3:26

## Notowania

### Pozycje na listach airplay
| Kraj   | Lista (2017)      | Najwyższa pozycja |
| ------ | ----------------- | ----------------- |
| Polska | AirPlay – Top     | 37                |
| Polska | AirPlay – Nowości | 5                 |

## Teledysk
Premiera wideoklipu w serwisie YouTube odbyła się 17 listopada 2017. Scenarzystą, reżyserem i montażystą obrazu jest Michał Braum, a autorem zdjęć – Adrian Kuciel. Zrealizowany i wyprodukowany w Image Pro. W teledysku gościnnie wystąpiła wokalistka Natalia Szroeder. Teledysk przekroczył 13 milionów wyświetleń (kwiecień 2018 r.).